# Basílica de Nuestra Señora del Valle (Isla Margarita)
La Basílica Menor de Nuestra Señora del Valle es una basílica de estilo gótico que se encuentra en El Valle del Espíritu Santo en la isla de Margarita, Venezuela.
Su nombre es en honor a la patrona de esa localidad y de la Marina Venezolana: la Virgen del Valle. Después de haber sido fundada la iglesia San Nicolás de Bari, fue declarada Basílica Menor del Estado Nueva Esparta, el 8 de septiembre de 1955, a partir de esa fecha se celebran sus fiestas patronales; comenzando con la bajada de la Virgen, el 8 de septiembre de cada año , la cual se coloca donde el público la pueda ver de cerca. El día 8 de diciembre es la subida de la Virgen, la cual se coloca en un altar ubicado en la parte superior en donde el sacerdote oficia las misas.

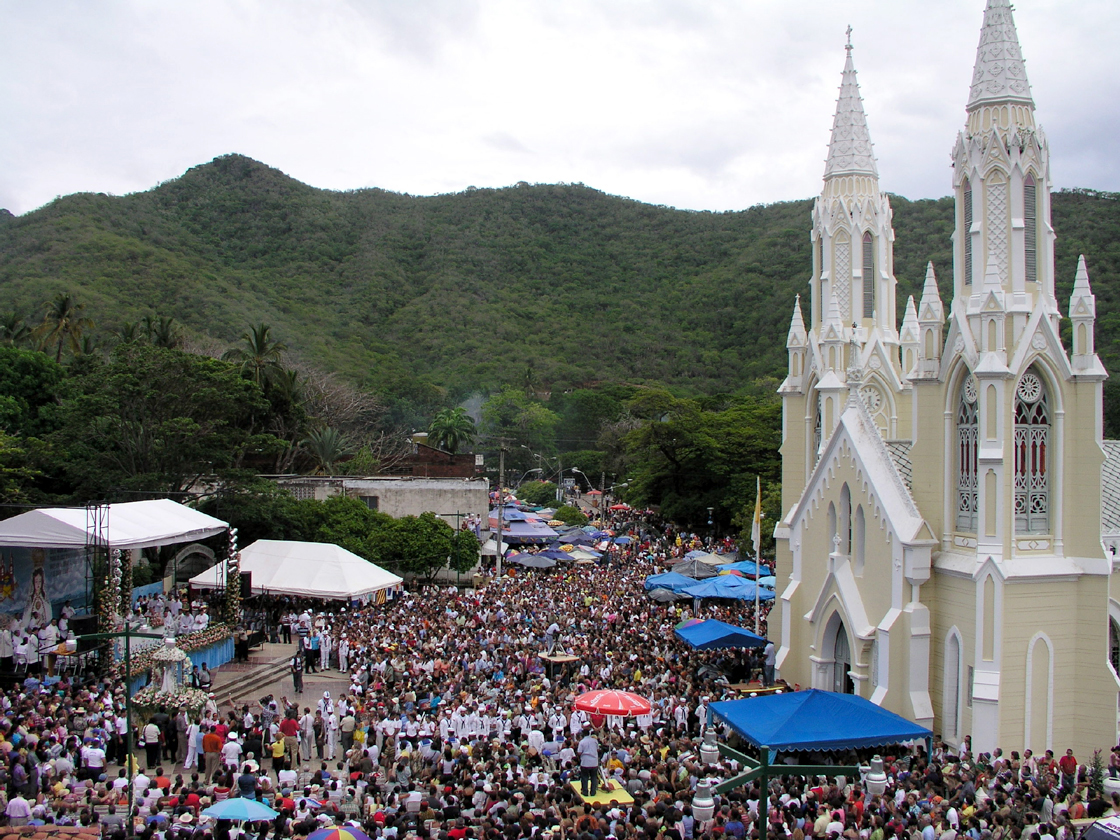
Día de la Virgen del Valle frente a la Basílica.

## Descripción General
Es un templo pequeño enmarcado en un estilo Neogótico, cuya planta en forma de Cruz Latina remata en dos pequeñas. Posee un acceso principal enmarcado a cada lado por unos salientes, sus torres están compuestas por cuatro cuerpos con entradas y salientes. El espacio interior de la Basílica está dividido por arcos ojivales con pequeñas columnas adosadas. La nave central está separada del presbiterio por una cúpula sobre pechinas, a lo largo de toda la nave se destacan vitrales en forma ojival, donde su acceso principal nos conduce a un coro de dos niveles.

## Milagro
Un pescador de perlas fue atacado por una raya lo cual le causó una fuerte gangrena, llegando al punto de tener como única salida la amputación de dicho miembro desde la parte superior del muslo. El pescador, devoto de la Santísima Virgen del Valle, pidió que le ayudara a recuperar su salud si él podía volver al mar honraría a la virgen con la primera perla que sacara del mar.
El pescador recuperó la salud de manera milagrosa permitiéndole iniciar la faena para pagar la promesa, durante sus primeras inmersiones recupera del fondo marino un ostión que llevaba en su interior una hermosa perla con forma de pierna, dada esa extraña forma que tenía ofrecieron una importante cantidad de dinero la cual no aceptó pues esa perla pertenecía a la Virgen del Valle. Esta ofrenda puede ser vista en el Museo Diocesano de La Virgen del Valle en la isla de Margarita.

## Historia de la Basílica
La imagen de la Virgen fue trasladada a Margarita desde la isla de Cubagua, como consecuencia de la vaguada tropical ocurrida el 25 de diciembre de 1541. Para 1603, posterior a la llegada de la Virgen del Valle al Valle del Espíritu Santo, el primer centro administrativo y social de Margarita, se realizó un censo donde se estableció que esta fue la primera iglesia construida en la isla, entre 1510 y 1518. En principio, fue una pequeña iglesia modificada varias veces, una de ellas, coordinada por el Padre Phelipe Martínez, en 1733. Fue declarada Basílica Menor por el Papa Juan Pablo II, en 1995.

## Otros datos
Localidad: 	El Valle del Espíritu Santo
Dirección: 	Frente a la Plaza Santiago Mariño
Periodo Histórico: 	siglo XIX
Fecha de Construcción: 	febrero de 1894
Tipo de Monumento: 	Religioso
Estado de Conservación: Bueno